# Viskesläktet
Viskesläktet (Hedychium) är ett växtsläkte i familjen ingefärsväxter med cirka 50 arter som förekommer naturligt i bland annat Asien och på Madagaskar.